# Xenogeniates
Xenogeniates is een geslacht van kevers uit de familie van de bladsprietkevers (Scarabaeidae).

## Soorten
- Xenogeniates martinezi Villatoro & Jameson, 2001